# Bokermannohyla caramaschii
Bokermannohyla caramaschii е вид жаба от семейство Дървесници (Hylidae). Видът не е застрашен от изчезване.

## Разпространение
Разпространен е в Бразилия.